# Christian August Brandis
Christian August Brandis (Hildesheim, 13 de febrero de 1790-Bonn, 21 de julio de 1867) fue un filólogo e historiador de la filosofía alemán.

## Biografía
Nacido en Hildesheim, hijo del doctor y boticario Joachim Dietrich Brandis, estudió en la Universidad de Kiel. Se graduó en Copenhague en 1812 con una tesis titulada Commentationes Eleaticae, que contenía una colección de fragmentos de Jenófanes, Parménides y Meliso. Estudió también durante un tiempo en Gotinga y en 1815 presentó en Berlín su ensayo Von dem Begriff der Geschichte der Philosophie.
Un año después rechazó una plaza como profesor en Heidelberg para acompañar a Italia a Barthold Georg Niebuhr, en calidad de secretario de la embajada prusiana. Ayudó también a Immanuel Bekker en la preparación de una edición de la obra de Aristóteles. En 1821, Brandis comenzó a ejercer de profesor de Filosfoía de la recién fundada Universidad de Bonn, y dos años más tarde publicó su Aristotelius et Theophrasti Metaphysica.
Junto con Böckh y Nieburh editó Rheinisches Museum, a la que contribuyó con importantes artículos acerca de Sócrates. Durante tres años, entre 1836 y 1839, ejerció de tutor del joven rey Otón I de Grecia.
Su principal obra, Handbuch der Geschichte der griechisch-röm. Philos (1835-1866) se caracteriza por una crítica sana.
Falleció el 21 de julio de 1867, a los 77 años de edad. Le sobrevivió su hijo, el botánico Dietrich Brandis.

## Atribución
Este artículo incorpora texto de una publicación sin restricciones conocidas de derecho de autor:  Varios autores (1910-1911). «Encyclopædia Britannica».  En Chisholm, Hugh, ed. Encyclopædia Britannica. A Dictionary of Arts, Sciences, Literature, and General information (en inglés) (11.ª edición). Encyclopædia Britannica, Inc.; actualmente en dominio público.

- Datos: Q85282
- Multimedia: Christian August Brandis / Q85282